# 고수천
고수천(古水川)은 전북특별자치도 고창군 고수면 은사리 문수산에서 발원하여 전북특별자치도 고창군 고창읍 도산리에서 고창천에 유입되는 전북특별자치도의 하천이다. 하천연장은 13km이며, 유역면적은 33.95km2이다.